# Казе ди Марцио (Пескара)
Казе ди Марцио (итал. Case di Marzio) је насеље у Италији у округу Пескара, региону Абруцо.
Према процени из 2011. у насељу је живело 22 становника. Насеље се налази на надморској висини од 114 м.